# Fragestunde
Die Fragestunde ist ein Begriff aus dem Parlamentarismus. Sie ist ein regelmäßig stattfindender Tagesordnungspunkt einer Parlamentssitzung (Plenum). Hier können die Abgeordneten außerhalb der regulären Debatten kurze mündliche Fragen an die Regierung stellen, die sofort mündlich beantwortet werden müssen.
Im kommunalpolitischen Bereich gibt es darüber hinaus die besondere Form der Bürger-Fragestunde.

## Deutschland

### Bundestag
Der Bundestag unterscheidet zwischen der „Befragung der Bundesregierung“ und der „Fragestunde“. Während erstere den Abgeordneten spontane Fragen zur Kabinettssitzung und aktuellen Themen ermöglicht, beantwortet die Bundesregierung in der Fragestunde zuvor schriftlich eingereichte Fragen.
Im Einzelnen ist dies in der Geschäftsordnung des Deutschen Bundestages (GOBT) geregelt:
- Befragung der Bundesregierung: § 106 und Anlage 7 GOBT
- Fragestunde: § 105 und Anlage 4 GOBT

#### Befragung der Bundesregierung
Die Befragung der Bundesregierung findet in Sitzungswochen des Bundestages immer mittwochs um 13:00 Uhr statt. Die Befragung dauert 90 Minuten. Eine Verlängerung ist nicht möglich. Hier können die Abgeordneten Fragen zur vorangegangenen Kabinettssitzung sowie zu aktuellen Themen an die Bundesregierung stellen. Fragen und Antworten sollen kurz sein. Zu jeder Frage ist eine Nachfrage durch den Fragesteller möglich. Im Gegensatz zur Fragestunde müssen die Fragen nicht vorher eingereicht werden. Eingeleitet wird die Regierungsbefragung durch einen kurzen Bericht eines Regierungsmitglieds aus dem Kabinett. (GOBT – Anlage 7)
2018 wurde im Koalitionsvertrag zwischen CDU und SPD vereinbart, dass sich dreimal im Jahr die amtierende Bundeskanzlerin selbst den Fragen der Abgeordneten stellt, wogegen bei den übrigen Fragestunden andere Vertreter der Bundesregierung (meist Staatsminister oder Parlamentarische Staatssekretäre) die Fragen beantworten.
Die Befragung der Bundesregierung wird durch Phoenix live übertragen.

#### Fragestunde
Die Fragestunde findet in der Regel an jedem Mittwoch einer Sitzungswoche im Anschluss an die Befragung der Bundesregierung statt. Jedes Mitglied des Deutschen Bundestages kann pro Sitzungswoche bis zu zwei Fragen zur mündlichen Beantwortung an die Bundesregierung stellen.
Die Fragen müssen bis spätestens freitags um 12:00 Uhr vor der Fragestunde beim Bundestagspräsidenten eingehen. Ausnahmsweise können dringliche Fragen im öffentlichen Interesse zugelassen werden, sofern sie bis 12:00 Uhr am Vortag der Fragestunde beim Präsidenten eingehen. Über die Zulässigkeit der Fragen entscheidet in jedem Fall der Bundestagspräsident.
Der Fragesteller hat pro Frage die Möglichkeit, bis zu zwei Zusatzfragen zu stellen. Auch andere Abgeordnete können Zusatzfragen stellen. Zusatzfragen müssen im Zusammenhang mit der Ursprungsfrage stehen.
Ist eine Fraktion mit einer Antwort der Bundesregierung nicht zufrieden, kann sie eine Aktuelle Stunde hierzu beantragen. Die Aktuelle Stunde, eine Kurzdebatte mit 5-Minuten-Redebeiträgen, findet dann direkt im Anschluss an die Fragestunde statt. (GOBT – Anlage 5)
In der Praxis werden in der Fragestunde meist sehr spezielle fachliche oder lokale Angelegenheiten aus den jeweiligen Wahlkreisen der Abgeordneten behandelt. Die Beantwortung übernehmen meist die Parlamentarischen Staatssekretäre. Persönlich antworten die Bundesminister in der Fragestunde eher selten, der amtierende Bundeskanzler praktisch nie.
Ebenso wie die Befragung der Bundesregierung wird die Fragestunde in aller Regel durch Phoenix live im Rundfunk übertragen. Allerdings bietet auch der Bundestag selbst auf seiner Website eine Live-Übertragung an. Darüber hinaus kann man im Online-Videoarchiv des Bundestages Aufzeichnungen abrufen.

### Landtage und Kommunalparlamente
Ähnliche Regelungen wie im Deutschen Bundestag können auch bei Länder-, Kreis- und kommunalen Parlamenten angewendet werden. Dies liegt im Ermessen der jeweiligen parlamentarischen Geschäftsordnung.

### Bürger-Fragestunde in deutschen Kommunalparlamenten
Eine Kommune in Baden-Württemberg kann in ihrer Geschäftsordnung die Möglichkeit zur Einwohner-Fragestunde einräumen. Die Fragestunde muss als eigener Tagesordnungspunkt in die Einladung zur Gemeinderatssitzung aufgenommen werden und kann am Anfang, in der Mitte oder am Ende der GR-Sitzung platziert werden.
Es sind ausschließlich Fragen mit kommunalpolitischem Bezug zulässig.

## Österreich
Sofern keine Aktuelle Stunde stattfindet, beginnt in der Regel jede Sitzung des Nationalrates mit einer Fragestunde. In dieser richten die Abgeordneten kurze mündliche Anfragen an Regierungsmitglieder über Angelegenheiten aus deren Bereich. Nach der Beantwortung einer Anfrage können der Fragesteller und andere Abgeordnete kurze Zusatzfragen stellen (§ 94 GOG-NR, § 95 GOG-NR, § 96 GOG-NR und § 97 GOG-NR).
Im Gegensatz zum Nationalrat beginnt im Bundesrat jede Sitzung mit einer Fragestunde. Rechtliche Grundlagen sind § 62 GO-BR und § 63 GO-BR.

## Schweiz
Im schweizerischen Nationalrat finden achtmal pro Jahr Fragestunden von 90 Minuten statt (jeweils am zweiten und dritten Montag-Nachmittag einer Session). Die Parlamentsmitglieder müssen die Fragen einige Tage zuvor schriftlich einreichen. Ein Regierungsmitglied verliest einen Antworttext, welcher von der Gesamtregierung, dem Bundesrat, genehmigt worden ist. Danach können die Parlamentsmitglieder Zusatzfragen stellen, welche vom Regierungsmitglied sofort beantwortet werden.

## Fragestunde im Westminster-System
Eine zentrale Rolle nimmt die Fragestunde im Parlamentarismus britischer Prägung (Westminster-System) ein. Vom Regierungschef (Premierminister) wird hier ebenso wie von seinen Ministern erwartet, sich regelmäßig persönlich den Fragen des Parlaments zu stellen. Besonders die Opposition sieht es dabei als ihre Aufgabe an, die Regierung zu kontrollieren. Hierbei kommt es regelmäßig zum direkten Schlagabtausch zwischen Oppositionsführer und Premierminister. In Großbritannien gibt es sogar eine eigene Fragestunde des Premierministers.
Sofern diese Länder ein Zweikammerparlament haben, gilt das Hauptaugenmerk meist der Fragestunde in der direkt gewählten Volksvertretung (meist Unter- bzw. Repräsentantenhaus). Zwar hat auch die zweite Kammer (Oberhaus bzw. Senat) eine eigene Fragestunde, jedoch antworten hier in der Regel nachgeordnete Regierungsmitglieder.
Anders als im deutschen Parlamentarismus nimmt die Fragestunde in diesen Ländern breiten Raum in der Medienberichterstattung ein. So finden regelmäßige Live-Übertragungen in Radio und Fernsehen statt. Übertragungen und Podcasts im Internet ermöglichen es, die Fragestunde aus zahlreichen englischsprachigen Ländern weltweit direkt zu verfolgen.

### Vereinigtes Königreich
Abgesehen von Sitzungen an einem Freitag ist die erste Stunde jeder Sitzung des britischen Unterhauses für Fragen der Abgeordneten an Regierungsmitglieder reserviert. Die Fragestunde (englisch: „Question Time“) ist dabei in feststehende Zeitkontingente für die einzelnen Ressorts unterteilt.
Mit Abstand am bedeutendsten ist „Prime Minister´s Question Time (PMQs = Prime Minister´s Questions)“. Die immer mittwochs um 12:00 Uhr (Ortszeit) stattfindende Fragestunde des Premierministers ist wahrscheinlich die weltweit bekannteste Fragestunde überhaupt. Sie dauert 30 Minuten. Dem Oppositionsführer stehen insgesamt sechs Fragen zur Verfügung, dem Vorsitzenden der zweitstärksten Oppositionsfraktion zwei Fragen. Die verbleibende Zeit ist für Fragen der einfachen Abgeordneten (englisch: Backbenchers) reserviert. Die Fragen sind dem Premierminister in der Regel vorher nicht bekannt.
Besonders der direkte Schlagabtausch zwischen Oppositionsführer und Premierminister hat oft hohe politische Brisanz und Unterhaltungswert. Diese Rededuelle vor packend vollem Haus zählen sicher zu den Höhepunkten des politischen Geschehens in Großbritannien.
Im Rundfunk werden PMQs wie folgt live übertragen:
- BBC Two (Britischer Fernsehsender)
- BBC Parliament (Britisches Parlamentsfernsehen)
- Sky News (Britischer privater TV-Nachrichtensender)
- BBC Radio 5 Live (britischer Radiosender)
- C-SPAN2 (US-Fernsehsender)
- CPAC (kanadischer Fernsehsender): zeitversetzte Ausstrahlung

Übertragung im Internet:
Die genannten Sender ermöglichen auf ihrer jeweiligen Website auch den Empfang via Internet (live bzw. Video/Audio-on-Demand). Die Website des britischen Premierministers bietet darüber hinaus ein PMQs-Videoarchiv, das bis Januar 2000 zurückreicht. Einen PMQs-Podcast bietet das Online-Portal der britischen Zeitung „The Guardian“. Videoclips mit besonders interessanten Ausschnitten sind außerdem bei YouTube zu finden.

### Kanada
„Question Period“ (englisch) bzw. "Période des questions" (französisch) im Unterhaus findet in Sitzungswochen montags bis donnerstags jeweils gegen 14:00 Uhr (Ortszeit) statt und dauert ca. 45 Minuten. Eröffnet wird die Fragestunde gewöhnlich durch den Oppositionsführer, dem insgesamt 3 Fragen zustehen. Die Fragen sind vorher nicht bekannt.
Wie alle Sitzungen des kanadischen Parlaments ist auch die Fragestunde zweisprachig, d. h., es kann entweder Englisch oder Französisch gesprochen werden. Simultanübersetzungen in beide Sprachen werden angeboten.
Zur Lebendigkeit von „Question Period“ trägt bei, dass Fragen und Antworten gewöhnlich von Applaus der eigenen Fraktion begleitet werden; im Gegensatz dazu sind in anderen Westminster-Parlamenten Beifallsbekundungen durch klatschen oder klopfen auf die Pulte eher unüblich.
Der kanadische Fernsehsender CPAC überträgt live und stellt eine Aufzeichnung als Podcast im Internet zur Verfügung. Auch hier kann zwischen dem Originalton und Versionen mit englischer bzw. französischer Simultanübersetzung gewählt werden.

### Australien
„Question Time“ im Repräsentantenhaus findet in Sitzungswochen montags bis donnerstags immer gegen 14:00 Uhr (Ortszeit) statt und dauert ca. 90 Minuten. Opposition und Regierung stellen abwechselnd je eine Frage, wobei die erste Frage immer von der Opposition kommt. Der Tagesordnungspunkt Fragestunde wird vom Speaker offiziell mit "Questions Without Notice" aufgerufen, d. h., die Fragen sind vorher nicht bekannt.
In "Question Time" geht es oft lautstark und turbulent zu. Geschäftsordnungsdebatten über die Zulässigkeit von Fragen und Antworten (englisch Points of Order) sind keine Seltenheit.
Der Speaker kann störende Abgeordnete für eine Stunde von der Sitzung ausschließen, was tatsächlich recht häufig passiert. Bei schwerwiegenden Störungen können Abgeordnete durch Mehrheitsbeschluss für 24 Stunden ausgeschlossen werden; eine namentliche Abstimmung (englisch Division) hierüber findet dann ggf. auch während der Fragestunde statt (Standing Order 94).
Gelegentlich kommt es während der Fragestunde zu einer Dringlichkeitsdebatte. Dies passiert z. B. dann, wenn sich der Oppositionsführer zu Wort meldet und einen Tadelsantrag gegen die Regierung (englisch Censure Motion) stellt. Hierüber wird dann sofort debattiert und abgestimmt. Im Gegensatz zur australischen Praxis sind Fragestunde und Debatte andernorts strikt getrennt.
Die Fernsehsender ABC und Sky News Australia übertragen „Question Time“ live. Im Hörfunk überträgt ABC News Radio. Der zuletzt genannte Sender stellt auf seiner Website eine Aufzeichnung als Podcast zur Verfügung. Videoclips mit besonders interessanten Ausschnitten sind außerdem häufig bei YouTube zu finden.

### Neuseeland
„Question Time“ im Repräsentantenhaus findet in Sitzungswochen dienstags, mittwochs und donnerstags statt und dauert ca. 60 bis 90 Minuten. Dabei werden pro Fragestunde in der Regel 12 vorher schriftlich eingereichte Fragen von der Regierung beantwortet. Mehrere Zusatzfragen pro Frage sind erlaubt. Die erste Frage kommt immer von der Opposition.
Übertragen wird „Question Time“ durch das neuseeländische Parlamentsfernsehen Parliament TV, den privaten Nachrichtensender Sky News New Zealand sowie Radio New Zealand. Letzteres bietet auf seiner Website einen Podcast an. Ausschnitte findet man bei YouTube.

## Japan
Im nationalen Parlament Japans wurde die Fragestunde (jap. 党首討論, tōshu tōron, wörtl. „Debatte der Parteivorsitzenden“) nach Vorbild der britischen Prime Minister’s question time 1999 eingerichtet, Grundlage war ein eigenes Gesetz, das den Parlamentarismus und das Primat der Politik stärken sollte. Bei der 45-minütigen Sitzung in einem gemeinsamen Ausschuss beider Kammern des Parlaments, dem kokka kihon seisaku iinkai, „Ausschuss für grundsätzliche [Fragen der] nationale[n] Politik“, beantworten nur die Parteivorsitzenden Fragen, die meist an der Spitze der Unterhausfraktion ihrer Partei stehen; der Vorsitzende der größten Regierungspartei ist in der Regel zugleich Premierminister.
Übertragen wird die tōshu tōron oft unter anderem national und international vom öffentlich-rechtlichen Rundfunksender NHK und vom Unterhausfernsehen Shūgiin TV. Letzteres bietet auf seiner Website einen Podcast an. Ausschnitte findet man bei YouTube.

## Finnland
In Finnlands Parlament wird die Fragestunde wöchentlich am Donnerstag abgehalten und live im Fernsehen übertragen.